# Thargelion
Thargelion är en fiktiv plats i J.R.R. Tolkiens berättelser om Midgård.
Thargelion ligger öster om floden Gelion och norr om floden Ascar vilket gör att de inte tillhör riket Ossiriand. Efter noldors exil var detta Caranthirs land, en av Fëanors söner och efter honom kallades landet ofta för Dor Caranthir. Människornas andra hus bodde här under en tid innan de nästan blev totalt utplånade efter att orcher anfallit.